# Музей природы (Владимир)
Музей природы — природоведческий музей во Владимире. Входит в состав Владимиро-Суздальского музея-заповедника.

## История музея
В 1990 году во Владимире на улице Мира, 19 была открыта постоянная «природная» экспозиция, которая в 1997 году после реэкспозиции получила название «Родная природа». В конце 2008 года завершились очередные масштабные ремонтные и экспозиционные работы и на этом месте открылся новый Музей природы.

## Описание музея
На экспозиционных площадях, составляющих около 400 кв.м., представлено несколько сотен экспонатов, в том числе чучела крупных животных: лося, медведя, кабана, волка, рыси. В музее представлены «уголки» леса, водоема, луга, поля — с характерными для этого ландшафта растениями и животными.
Отдельный раздел посвящен растениям и животным, внесенным в «Красную книгу». Экспозиция озвучена пением птиц, криками животных, демонстрируются фильмы по природоведческой тематике. В экспозиции организуются передвижные выставки по природоведческой тематике. 
На базе музея действует музейная лаборатория для детей «Лесная школа», в которой юным посетителям помогают разобраться в особенностях лесного и растительного мира средней полосы. На входе в музей расположены биологические памятники владимирской земли — глыбы из известняка, из которых сложены белокаменные памятники Владимиро-Суздальской земли.